# Європейська федерація національних мовних інституцій
Європейська федерація національних мовних інституцій (EFNIL) об'єднує національні мовні інституції країн-членів Європейського Союзу. Серед основних завдань федерації — контроль за виконанням мовного законодавства, захист державних мов, збір матеріалів про мовну політику в ЄС, заохочення до вивчення офіційних європейських мов задля мовного та культурного розмаїття в ЄС.
Починаючи із 22 березня 2022 року партнерство в EFNIL надасть Україні можливість формувати стратегію законодавчого захисту української мови як майбутньої мови ЄС.